# Вальтенхаузен
Вальтенхаузен (нем. Waltenhausen) — община в Германии, в земле Бавария.
Подчиняется административному округу Швабия. Входит в состав района Гюнцбург. Подчиняется управлению Крумбах. Население составляет 685 человек (на 31 декабря 2010 года). Занимает площадь 13,43 км².